# Bus à haut niveau de service de Los Angeles
Le bus à haut niveau de service de Los Angeles (BHNS), en anglais Los Angeles Metro Busway (anciennement Los Angeles Metro Liner), est un réseau de transport en commun exploité par la Los Angeles County Metropolitan Transportation Authority (LACMTA).
Ce réseau consiste en deux lignes, la ligne G (anciennement orange) et la ligne J (anciennement argentée), respectivement mises en service en 2005 et 2009, et qui desservent, à l'instar du métro, la ville de Los Angeles et son comté.

## Histoire
La ligne G, première du service, est inaugurée le 29 octobre 2005. À son ouverture, elle est surnommée le « nouveau raccourci de la vallée », en référence à son service assuré dans la vallée de San Fernando. La seconde ligne du réseau ouvre officiellement quatre ans plus tard, en décembre 2009, mais utilise un tronçon de l'autoroute 110 construit dès 1996.
En 2020, la LACMTA annonce le changement de nom de toutes les lignes de métro et de bus à haut niveau de service de son réseau, jusqu'à présent nommées en fonction d'une couleur, celles-ci seront dès lors nommées chronologiquement en fonction de leur inauguration,,. De cette façon, la ligne orange devient la ligne G et la ligne argentée devient la ligne J.

## Réseau actuel

### Aperçu général
Le réseau comprend deux lignes d'autobus rapides. Le tableau présenté ci-dessous reprend les informations principales de ces dernières :
| Ligne | Terminus                                                                          | Mise en service | Longueur en km | Nombre de stations | Fréquentation journalière |
| ----- | --------------------------------------------------------------------------------- | --------------- | -------------- | ------------------ | ------------------------- |
|       | North Hollywood (est) Warner Center Transit Hub (ouest) Gare de Chatsworth (nord) | 2005            | 29             | 18                 | 29 000 (septembre 2015)   |
|       | El Monte (nord-ouest) Harbor Gateway Transit Center (sud-ouest) San Pedro (sud)   | 2009            | 61             | 11,                | 13 600 (2014)             |

### Ligne G (orange)
La ligne G dessert un total de dix-huit points d'arrêts, répartis sur environ trente kilomètres. Elle opère essentiellement son service le long de la vallée de San Fernando, et permet une correspondance avec le terminus ouest de la ligne B du métro, North Hollywood. Les bus de la ligne partant de cette station ont ensuite deux directions possibles — deux itinéraires vers l'ouest sont proposés. Le service peut en effet se diriger au nord afin de rejoindre la gare de Chatsworth, ou aller vers le terminus Warner Center Transit Hub plus au sud.

### Ligne J (argentée)
La ligne J dessert quant à elle dix points d'arrêts, qui sont répartis sur environ soixante kilomètres. La ligne dessert notamment la ville d'El Monte, le quartier de San Pedro tout en passant par le centre-ville de Los Angeles. Elle opère de la vallée de San Gabriel, à l'est de Union Station, jusqu'à la zone portuaire angeline, qui comprend à la fois le port de Los Angeles et celui de Long Beach,.

## Exploitation du réseau
L'exploitation du bus à haut niveau de service de Los Angeles est assurée par la LACMTA, qui gère également la majorité des transports en commun de l'agglomération, et notamment le métro de Los Angeles.

### Moyen de paiement

Logotype du système.

Comme pour le métro de Los Angeles, le Transit Access Pass, carte magnétique rechargeable, peut être utilisé comme moyen de paiement sur l'ensemble du réseau de bus à haut niveau de service. La carte est ainsi l'un des principaux modes de paiement valables, bien que le paiement en espèces reste disponible,.

### Trafic
En septembre 2015, la ligne G accueillait près de 29 000 passagers par jour ouvrable, contre 13 600 pour la ligne J en 2014.

## Galerie

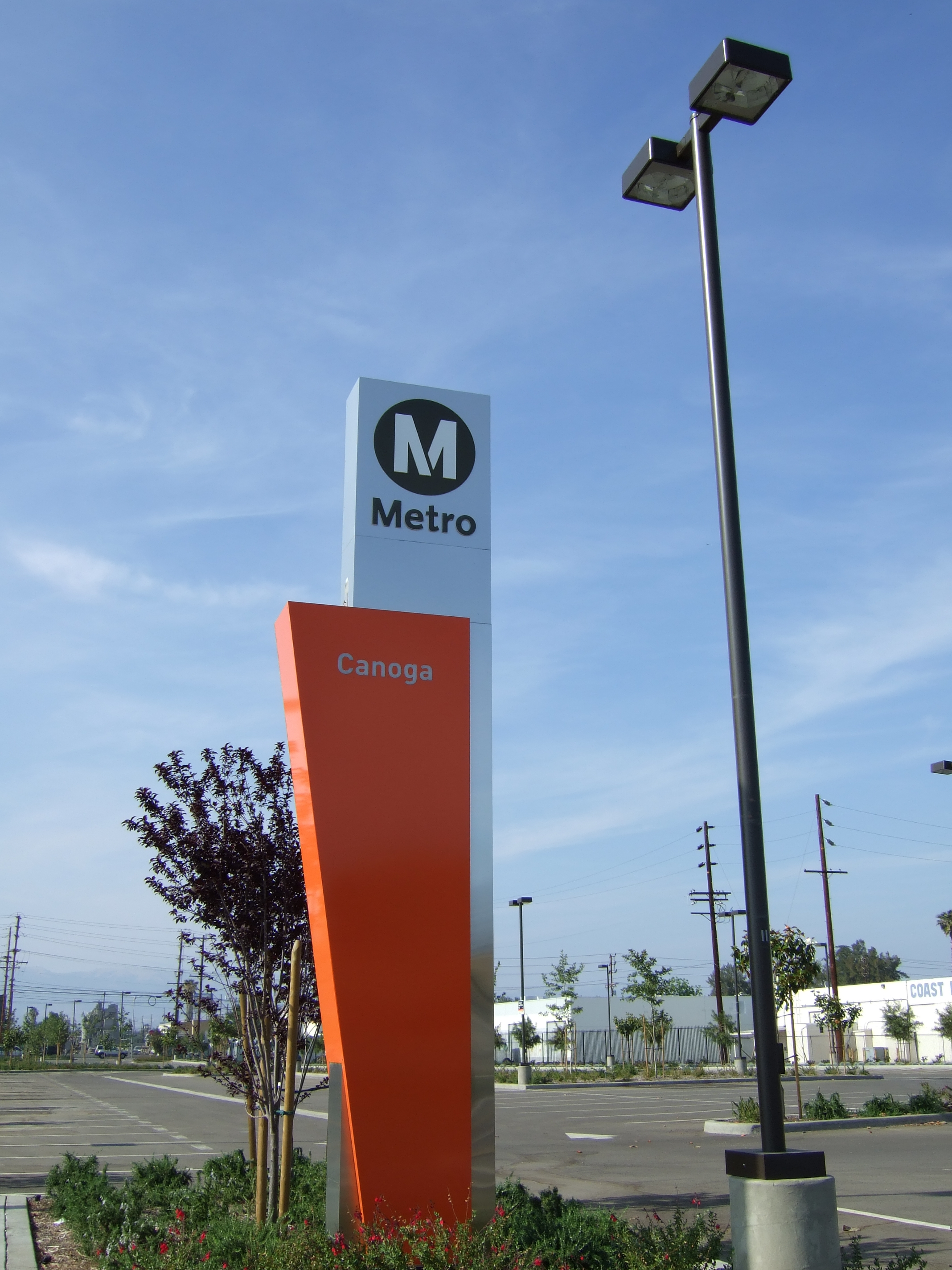
L'arrêt Canoga de la ligne G.
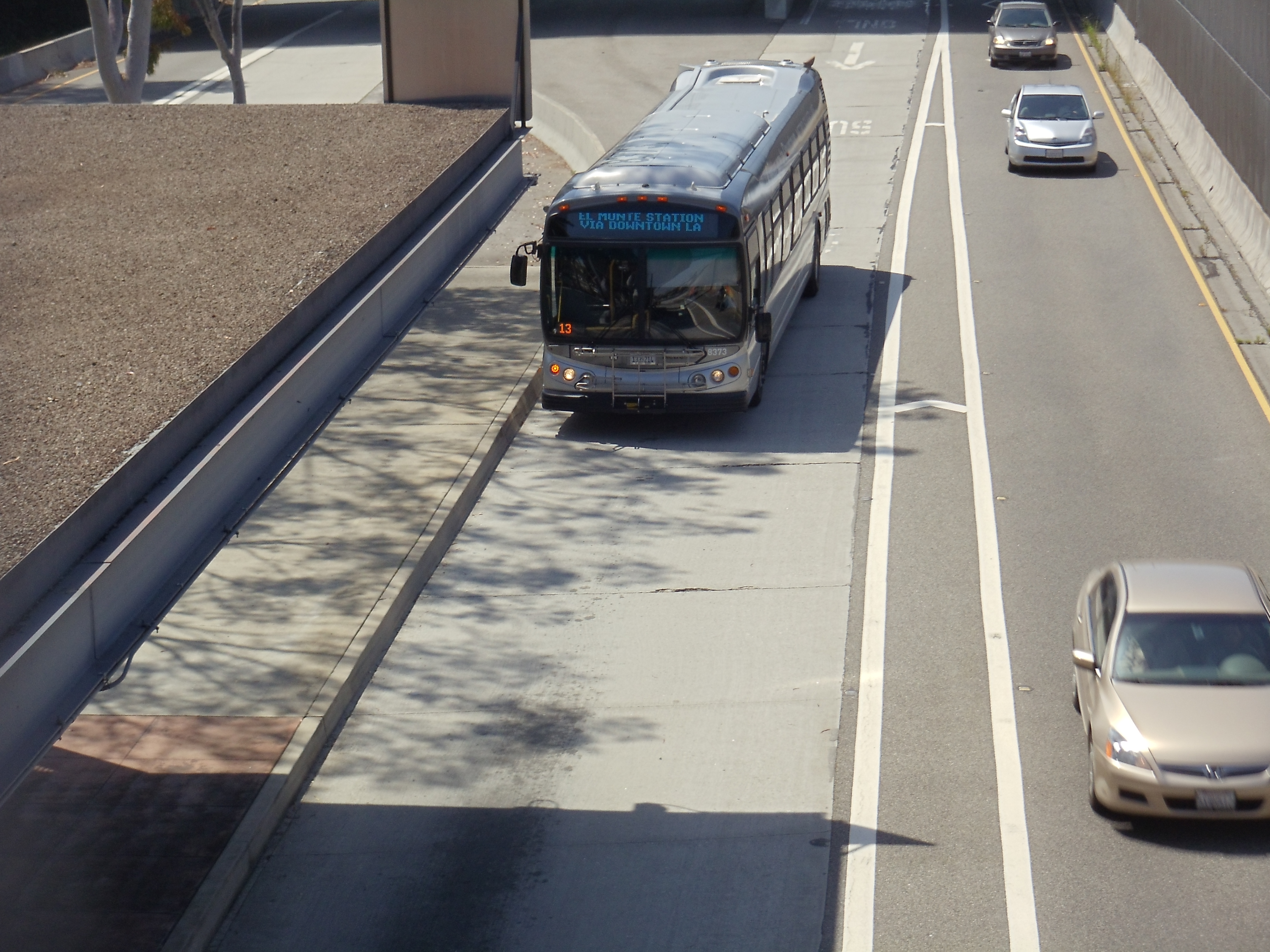
Un bus de la ligne J.
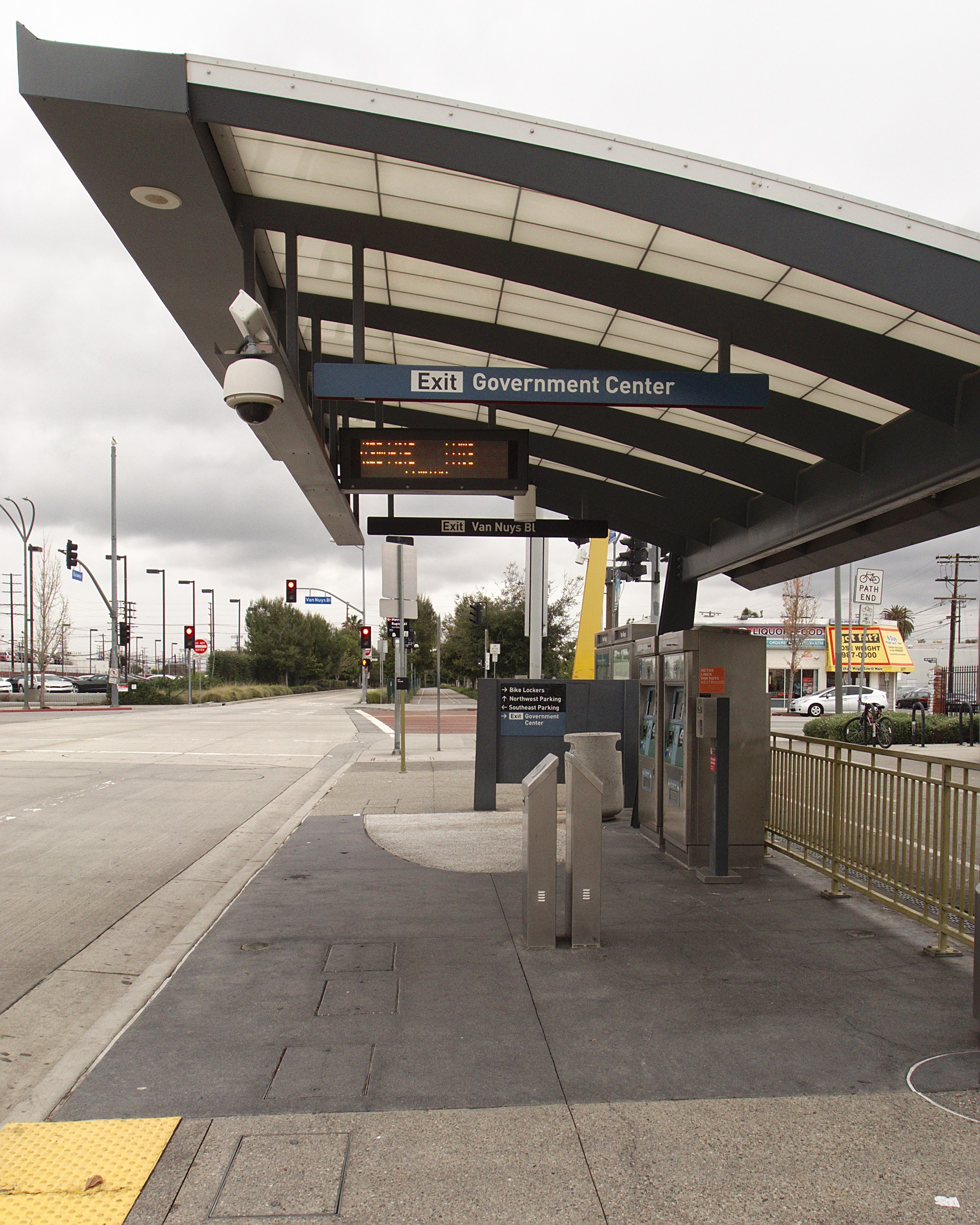
L'arrêt Van Nuys de la ligne G.
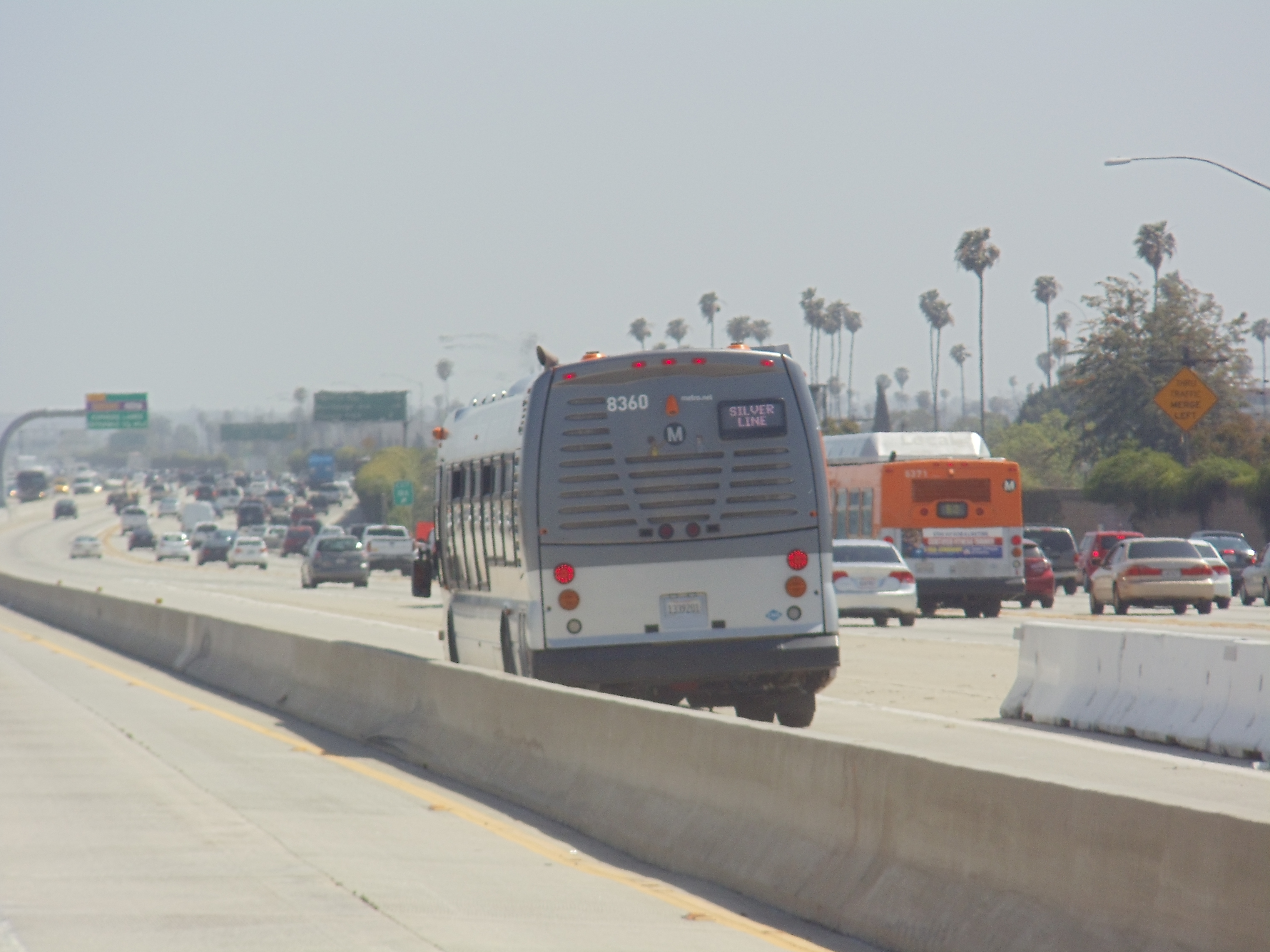
Un bus de la ligne J quittant l'arrêt Slauson.